# میلدا والچیوکایته
میلدا والچیوکایته (لیتوانیایی: Milda Valčiukaitė؛ زادهٔ ۲۴ مهٔ ۱۹۹۴) قایقران ملی روئینگ زن اهل لیتوانی است. وی قهرمان المپیک و قهرمان دوگانه جهان است. او در مسابقات قهرمانی روئینگ جهان ۲۰۱۸ در پلوودیف در کنار ایوا آدوماویچیوته عنوان قهرمانی پاروی دو نفره زنان را به دست آورد. او در مسابقات قهرمانی قایقرانی جهان در سال 2013 و مسابقات قهرمانی قایقرانی اروپا در سال 2013 مدال طلا گرفت و در بازی‌های المپیک تابستانی ۲۰۱۶ مدال برنز دریافت کرد.
وی در مسابقات کشوری و بین‌المللی در مجموع برندهٔ ۷ مدال طلا، ۲ مدال نقره، ۲ مدال برنز شده‌است.